# Fusinus helenae
Fusinus helenae är en snäckart som beskrevs av Bartsch 1939. Fusinus helenae ingår i släktet Fusinus och familjen Fasciolariidae. Inga underarter finns listade i Catalogue of Life.